# ۱۲ واریاسیون روی تم ک. ۲۶۵
۱۲ واریاسیون روی تم Ah vous dirai-je maman (ک. ۲۶۵) اثر ولفگانگ آمادئوس موتسارت است که در سال ۱۷۸۲ در وین نوشته شد. این اثر روی یک تم مشهور فرانسوی به نام Ah vous dirai-je maman تصنیف شده‌است و از ۱۳ بخش شامل یک تم و ۱۲ واریاسیون تشکیل می‌شود. در میان آنها تنها دو واریاسیون آخر از ریتم مشخص برخوردارند و بقیه آنها علامت گذاری نشده‌اند. تم اولیه در سال ۱۷۶۱ ارائه شد و اساس بسیاری از ملودی‌های کودکانه مانند چشمک بزن ستاره کوچولو، Baa, Baa, Black Sheep و موسیقی الفبای انگلیسی بوده‌است. نخستین تاریخ انتشار و اجرای آن به ۱۷۸۵ در وین بازمی‌گردد.